# Capu Rossu (navire)
Le Capu Rossu est un navire mixte commandé par l'armateur suédois Stena Roro en décembre 2023. Actuellement en construction en Chine aux chantiers China Merchants Jinling (CMJL) de Weihai, il est le treizième ferry de la classe E-Flexer, série de navires conçue par Stena et présentant des caractéristiques communes. Destiné à l'affrètement, il est prévu qu'il rejoigne dès sa livraison la flotte de la compagnie Corsica Linea qui l'exploitera à partir de juin 2026 sur les lignes reliant Marseille et la Corse. Deuxième navire neuf à intégrer la flotte de l'armateur corse, il sera également le deuxième ferry équipé d'une propulsion au gaz naturel liquéfié (GNL) aligné sur la Corse. Il sera par ailleurs le premier navire de la classe E-Flexer à naviguer en Méditerranée.

## Historique

### Conception et construction
En décembre 2022, la compagnie Corsica Linea, héritière de l'ancienne SNCM, réceptionne son premier navire neuf. Livré par les chantiers Visentini, le nouveau A Galeotta constitue une avancée majeure de l'évolution de l'entreprise. En plus d'être la première construction neuve de l'armateur corse, et notamment la première alignée sur la Corse depuis 2011, il est également la première unité desservant l'île de beauté à pouvoir être propulsée au gaz naturel liquéfié (GNL), conformément à la volonté de Corsica Linea de s'investir dans la décarbonation de son outil naval. C'est dans ce contexte que l'hypothèse de la mise en service d'un deuxième navire propulsé au GNL est mise à l'étude. Au moment de la commande d’A Galeotta, en juillet 2019, la compagnie envisageait initialement de signer la commande d'un sister-ship de ce dernier aux mêmes chantiers avant l'année 2021, toutefois, le projet ne se concrétisera jamais en raison de la crise du Covid-19, intervenue entre temps, et de son impact sur le trafic. Toujours désireuse d'aligner un second navire au GNL malgré la conjoncture, Corsica Linea prendra finalement la décision d'équiper sa flotte d'un ferry de la classe E-Flexer. Conçue par l'armateur suédois Stena et le cabinet d'architecte Deltamarine, cette série de navires, tous construits en Chine par les chantiers China Merchants Jinling (CMJL), partageant une apparence et des caractéristiques communes, équipe déjà les flottes de plusieurs armateurs à travers le monde, notamment celle de la compagnie bretonne Brittany Ferries qui en compte alors trois au moment des tractations entre Stena et Corsica Linea. La fabrication en série de ces navires permet également un délai de livraison relativement court que Visentini, avec son unique cale et son carnet de commande, n'aurait pu garantir. Les contrats de construction et d'affrètement du treizième navire de la classe E-Flexer sont ainsi signés le 22 décembre 2023 et l'annonce officielle de la commande est faite quelques jours plus tard, le 8 janvier 2024,.
Le futur ferry se présente comme un navire de classe E-Flexer de 203 mètres de long, soit environ dix mètres de moins que la version standard, et d'une capacité de 1 035 passagers et de 2 500 mètres linéaires de roulage. Si son apparence générale est similaire à celle des autres navires de la série, l'agencement des intérieurs est définie selon le bon vouloir de Corsica Linea. Ainsi, les parties communes du navire, composées d'un bar, d'un restaurant et d'un snack, occuperont un seul et même pont, de même que les cabines, majoritairement regroupées sur un unique étage. Par rapport à A Galeotta, la capacité d'emport des passagers et de leurs véhicules est augmentée tandis que celle des remorques diminue. Son appareil propulsif est très similaire à celui de son aîné avec notamment une propulsion partielle au GNL.
Le 11 septembre 2024, la première tôle du futur navire est découpée dans les ateliers du chantier CMJL à Weihai. À l'occasion, une cérémonie est organisée et le nom du navire est dévoilé, celui-ci sera baptisé Capu Rossu, nom d'un site naturel situé dans le golfe de Porto, en Corse. Quelques mois plus tard, le 12 février 2025, le premier bloc, sur lequel a été soudé une pièce commémorative à l’effigie de la Corse frappée en 2011, est mis sur cale,. Le navire est ensuite mis à l'eau le 30 juin et entre en phase de finitions de d'armement,.

## Aménagements
Le Capu Rossu s'étendra sur 11 ponts. Bien que le navire n'en comptera en réalité que 9, deux d'entre eux, inexistants au niveau des garages, seront tout de même comptabilisés. Les locaux des passagers se situeront sur la totalité des ponts 7 et 8 ainsi que sur une partie des ponts 9 et 10 tandis que ceux de l'équipages occuperont principalement le pont 9. Les ponts 2, 3, et 5 abriteront quant à eux les garages.

### Locaux communs
Les parties communes du Capu Rossu seront toutes situées sur le pont 7 et comprendront un bar-salon de 321 places, un restaurant de 318 couverts et un snack de 172 places.

### Cabines
Le Capu Rossu disposera de 234 cabines privatives avec ou sans hublot et équipées de sanitaires. Ces cabines seront vraisemblablement situées en majorité sur le pont 8 ainsi qu'une partie du pont 9.

## Caractéristiques
Le Capu Rossu mesurera 202,90 mètres de long pour 27,80 mètres de large. Son tirant d'eau sera de 6,50 mètres et sa jauge brute de 38 000 UMS. Le navire pourra embarquer 1 035 passagers et possèdera un garage de 2 500 mètres linéaires de roll, soit une capacité de 120 remorques, pouvant également contenir 180 véhicules et accessible par une porte-rampe axiale arrière. Sa propulsion sera assurée deux moteurs dual fuel Wärtsilä 12V46DF développant une capacité de 27 480 kW entraînant deux hélices à pas variable faisant filer le bâtiment à plus de 23 nœuds. Sa cheminée sera équipée de scrubbers, permettant de réduire ses émissions de soufre. Le navire sera doté de deux propulseurs d’étrave et d'un stabilisateur anti-roulis à deux ailerons rétractables. Ses dispositifs de sécurité se composeront de quatre embarcations de sauvetages fermées de grande taille, complétées par une embarcation semi-rigide ainsi que de nombreux radeaux de sauvetage.

## Lignes desservies
Le Capu Rossu desservira à partir de juin 2026 les liaisons entre Marseille et la Corse à destination d'Ajaccio et Bastia.